# 髙山健一
髙山 健一（たかやま けんいち、1971年8月4日 - ）は、群馬県前橋市出身の元プロ野球選手（内野手）。右投右打。現広島東洋カープスカウト。

## 来歴・人物
前橋市立南橘中学から東農大二高に進学。3年夏の群馬大会で3番・二塁手として打率.611を記録し、チームの第71回全国高等学校野球選手権大会出場に貢献した。群馬大会決勝で捕手と激突した際に左足の筋が切れており、しばらくはスパイクも履けなかったが、本大会での日向高校との初戦では先制点に繋がる長打を放つなどチームを牽引した。
高校卒業後は青山学院大学に進学し、小久保裕紀や清原幸治と同級生となった。3年春の東都大学野球リーグではリーグ6位の打率.318で初のベストナインに三塁手として選ばれた。4年春には打率.350で二塁手としてベストナインに選出される活躍でリーグ優勝に貢献している。同年は小久保とともにユニバーシアードや日米大学野球の代表に選ばれ、秋のリーグ戦でもベストナインを受賞した。東都大学リーグ通算79試合出場、268打数78安打、打率.291、5本塁打、41打点。
大学卒業後、本田技研に就職。社会人1年目からクリーンナップを任され、第65回都市対抗野球大会では川崎製鉄千葉に補強されている。翌年は遊撃手にコンバートされ、第66回都市対抗野球大会の南関東大会の第二代表決定戦では3打席連続で本塁打を放った。本大会にはNTT関東の補強選手として出場した。また、アトランタ五輪の予選を兼ねたアジア野球選手権で日本代表に選ばれている。1995年度ドラフト会議にて広島東洋カープから5位指名を受けて契約金6,000万円、年俸1,000万円（金額はいずれも推定）で入団契約を結んだ。
即戦力内野手として期待されたが、打撃で伸び悩み1998年シーズン終了後、山田潤との交換トレードで西武ライオンズへ移籍。
2001年をもって現役を引退。その後は広島のスカウトを務め、佐藤剛士、玉村昇悟、木下元秀らを担当した。

## 詳細情報

### 年度別打撃成績
| 年 度     | 球 団     | 試 合 | 打 席 | 打 数 | 得 点 | 安 打 | 二 塁 打 | 三 塁 打 | 本 塁 打 | 塁 打 | 打 点 | 盗 塁 | 盗 塁 死 | 犠 打 | 犠 飛 | 四 球 | 敬 遠 | 死 球 | 三 振 | 併 殺 打 | 打 率 | 出 塁 率 | 長 打 率 | O P S |
| --------- | --------- | ----- | ----- | ----- | ----- | ----- | -------- | -------- | -------- | ----- | ----- | ----- | -------- | ----- | ----- | ----- | ----- | ----- | ----- | -------- | ----- | -------- | -------- | ----- |
| 1996      | 広島      | 33    | 69    | 58    | 6     | 13    | 4        | 0        | 1        | 20    | 5     | 0     | 0        | 3     | 1     | 7     | 3     | 0     | 12    | 2        | .224  | .303     | .345     | .648  |
| 1997      | 広島      | 33    | 75    | 68    | 8     | 18    | 3        | 1        | 1        | 26    | 4     | 0     | 0        | 4     | 0     | 2     | 0     | 1     | 11    | 3        | .265  | .296     | .382     | .678  |
| 1998      | 広島      | 21    | 29    | 27    | 0     | 3     | 0        | 0        | 0        | 3     | 1     | 0     | 0        | 0     | 1     | 1     | 0     | 0     | 6     | 0        | .111  | .138     | .111     | .249  |
| 1999      | 西武      | 4     | 8     | 8     | 0     | 0     | 0        | 0        | 0        | 0     | 0     | 0     | 0        | 0     | 0     | 0     | 0     | 0     | 2     | 0        | .000  | .000     | .000     | .000  |
| 通算：4年 | 通算：4年 | 91    | 181   | 161   | 14    | 34    | 7        | 1        | 2        | 49    | 10    | 0     | 0        | 7     | 2     | 10    | 3     | 1     | 31    | 5        | .211  | .259     | .304     | .563  |

### 記録
- 初出場・初打席：1996年4月9日、対横浜ベイスターズ1回戦（横浜スタジアム）、9回表に白武佳久の代打として出場、佐々木主浩の前に三振
- 初安打：1996年7月12日、対ヤクルトスワローズ13回戦（広島市民球場）、9回裏に片瀬聖敏の代打として出場、山本樹から右翼線二塁打
- 初先発出場：1996年7月14日、対ヤクルトスワローズ15回戦（広島市民球場）、2番・二塁手として先発出場
- 初打点：1996年8月10日、対ヤクルトスワローズ20回戦（明治神宮野球場）、7回表に松元繁から中前適時打
- 初本塁打：1996年10月6日、対横浜ベイスターズ26回戦（横浜スタジアム）、1回表に野村弘樹から左中間へ先制ソロ

### 背番号
- 25（1996年 - 1998年）
- 45（1999年 - 2001年）

### 登録名
- 高山 健一（たかやま けんいち、1996年 - 1998年）
- 髙山 健一（たかやま けんいち、1999年 - 2001年）